# USS Los Angeles (ZR-3)
Pour les autres navires du même nom, voir USS Los Angeles.
L'USS Los Angeles est un dirigeable militaire à structure rigide dont l'immatriculation était ZR-3.
Il fut construit en 1923-1924 par l'usine Zeppelin de Friedrichshafen en Allemagne, en tant que LZ-126. Le dirigeable fut donné aux États-Unis par le gouvernement allemand au titre des réparations de guerre de la Première Guerre mondiale.

## Histoire
L'histoire de la construction du ZR-3 est intimement liée à la remise en marche de l'industrie aéronautique allemande après la Première Guerre mondiale. Cette industrie avait été mise hors service par les Alliés officiellement en tant que mesure de rétorsion à la suite de l'utilisation qui avait été faite de nombreux dirigeables pour bombarder des zones civiles pendant la guerre ; officieusement il est possible d'envisager que la supériorité technologique des Allemands dans le domaine de l'industrie aéronautique naissante ait aussi été opportunément neutralisée au profit des Alliés.
C'est dans ce contexte, et à l'initiative de Hugo Eckener, que la société Zeppelin réussit à convaincre les Alliés de la laisser construire un dirigeable intercontinental de grande taille - le LZ-126 et futur ZR-3 - pour répondre aux besoins allemands en matériel d'aide à la reconstruction. En effet, la quasi-totalité de la flotte allemande de Zeppelins avait été détruite par ses équipages pour en empêcher la capture par les Alliés.
Les Américains étaient favorables à la construction d'un nouveau dirigeable par les Allemands, en particulier après la perte du R38 (en) britannique, qui aurait dû rejoindre la marine américaine sous l'immatriculation ZR-2. Les Britanniques, eux, échaudés par les bombardements de Zeppelins qu'ils avaient subis, étaient opposés à la construction de ce nouvel aéronef. Finalement, un accord fut trouvé entre les trois parties, impliquant notamment que le nouveau dirigeable soit exclusivement destiné à un usage civil. Cet accord ne sera pas respecté par les Américains chez lesquels avait peut-être été envisagée dès le départ une exploitation expérimentale et militaire du dirigeable.

### Carrière
Après la Première Guerre mondiale, le major Harold Geiger (en) était rattaché à l'équipe de collaborateurs de l'ambassadeur à Berlin. Pendant qu'il se trouvait en Allemagne, le major Geiger rédigea un rapport qu'il fit parvenir au chef de l'United States Army Air Service décrivant la construction du dirigeable ZR-3 (futur Los Angeles). Il répétait dans son rapport et avec insistance, que cet appareil devait être acheté par l'armée. La suite allait lui donner raison.
En tout cas, très engagé dans ce projet, le major Geiger se retrouva sur le ZR-3 durant son vol transatlantique qui devait le conduire à la base de Lakehurst. Ce vol eut un retentissement mondial et l'appareil fut finalement incorporé dans la Marine des États-Unis le 25 novembre 1924 à Anacostia avec Maurice R. Pierce aux commandes. À cette occasion, les poches de sustentation du dirigeable furent également converties du gaz d'hydrogène à l'hélium pour améliorer sa sécurité.
L'appareil durant sa carrière vola 4 398 heures, couvrit une distance de 172 400 milles nautiques (319 000 km) et voyagea en de nombreux endroits du Pacifique et de l'Atlantique. Il servit en tant qu'observatoire et plate-forme expérimentale. Il fut aussi utilisé en tant que vaisseau d'entrainement pour préparer l'utilisation des autres dirigeables. Sa longueur de 213 mètres est plus courte de seulement 41 mètres par rapport au plus long des Zeppelins.
En plus d'avoir servi à entraîner quasiment tous les équipages de dirigeables de l'US Navy, il fut envoyé dans le Pacifique, dans la zone du Canal de Panama et dans les Caraïbes. Le Los Angeles fut réformé le 30 juin 1932 et réintégré pendant quelque temps après le désastre de l'USS Akron (ZRS-4). Il fut définitivement et officiellement rayé des cadres de la Marine américaine le 24 octobre 1939 et démantelé.

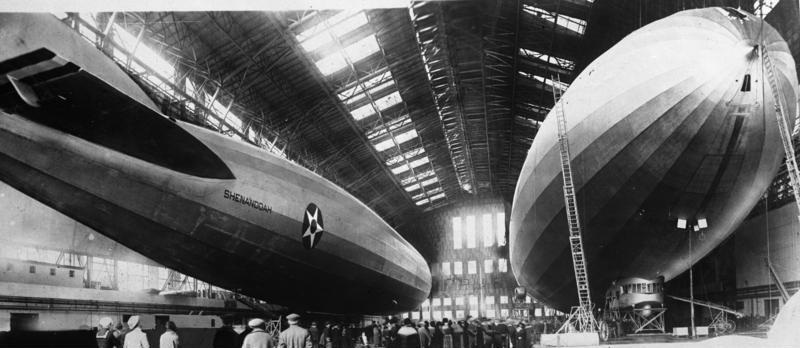
À Lakehurst, à côté du Shenandoah.
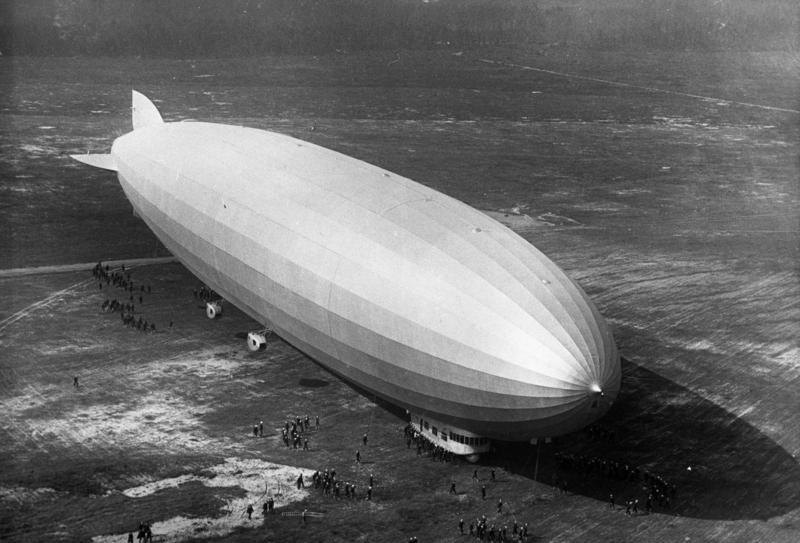
Préparations en Allemagne.
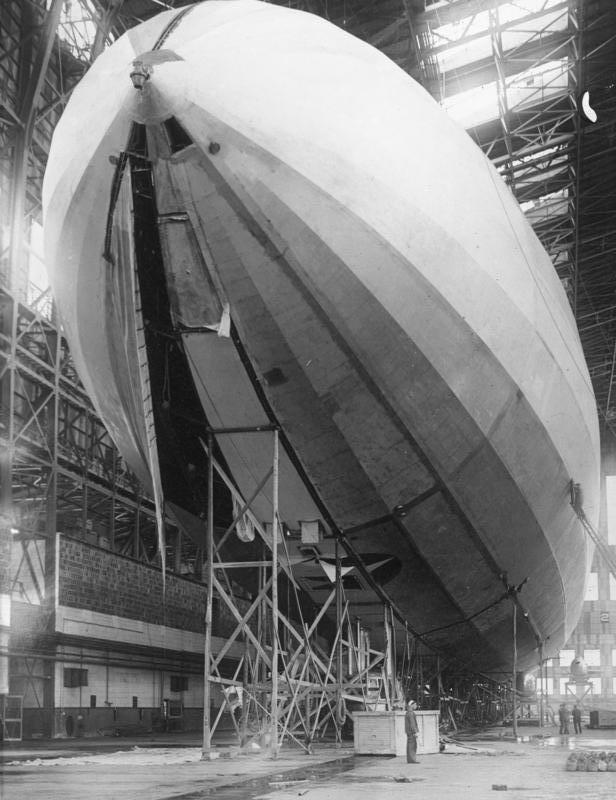
À Lakehurst, réformé.

## Expériences

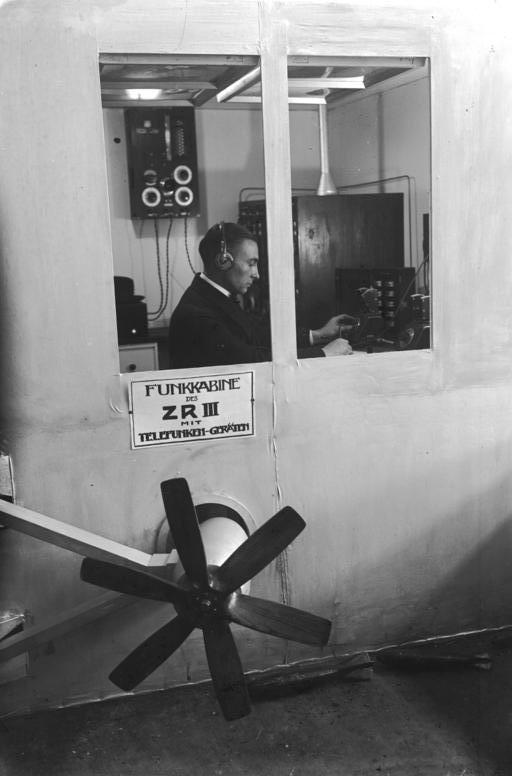
Salle de l'opérateur radio de l'USS Los Angeles appartenant toujours à son fabricant (voir les inscriptions en allemand).

Pendant près de sept années, le Los Angeles fut utilisé comme un véritable laboratoire aérien et une station d'expérimentation. Il fut mis en œuvre lors de nombreuses expérimentations impliquant la coordination d'unités navales et aériennes. Les expériences furent aussi bien de type technique (expérience en tant que dirigeable porte-avions) que stratégique.
Pendant cette période, outre ces activités d'entrainement et d'expériences classiques, il fut utilisé pour calibrer les compas radios de la côte Est. Il fit à ce titre plusieurs vol transcontinentaux aux États-Unis.

### Récupération et largage d'avions

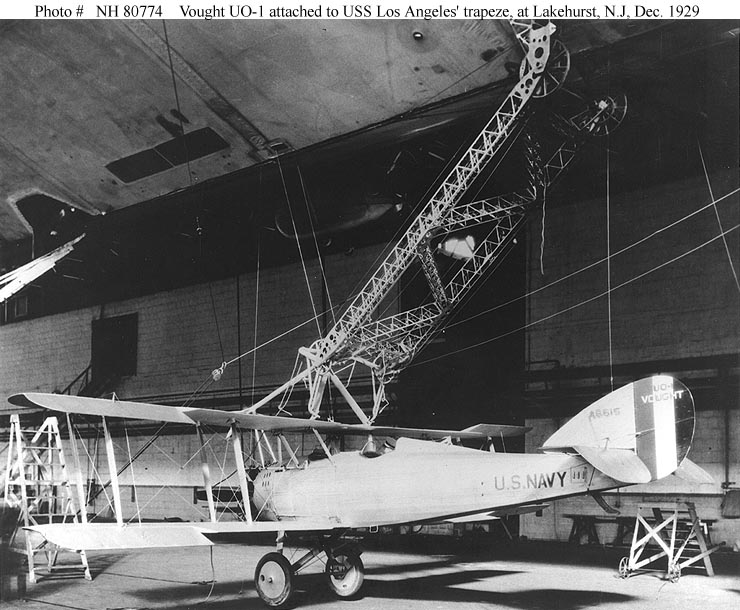
Le trapèze installé sur le Los Angeles en vue statique.

Le 3 juillet 1929, le lieutenant A. W. 'Jake' Gorton de la Marine des États-Unis aborda avec son biplan Vought UO-1 sur le trapèze expérimental installé sur le Los Angeles.
Le dirigeable entamait à cette occasion le plus grand projet jamais mené de vérification des capacités d'embarquement d'avion de chasse par un appareil de ce type. Ce programme était réalisée dans la perspective de collecter des informations et élaborer des méthodes en vue de la mise en chantier du programme des dirigeables porte-avions Akron et Macon, cinq ans plus tard. Les véritables mises en application des expériences réalisées sur le Los Angeles le furent sur les dirigeables USS Akron (ZRS-4) et USS Macon (ZRS-5).

### Ravitaillement et appareillage en mer
Conçu pour étudier les possibilités d'opérer en association avec des navires de surface de la Marine Américaine, le Los Angeles, comme le Shenandoah, travailla notamment avec l'USS Patoka (AV-6), un navire de ravitaillement pétrolier, converti pour être utilisé comme ravitailleur de dirigeable, grâce à un mât d'amarrage. Il se posa également brièvement sur le porte-avion Saratoga à titre expérimental.

Images du ravitaillement
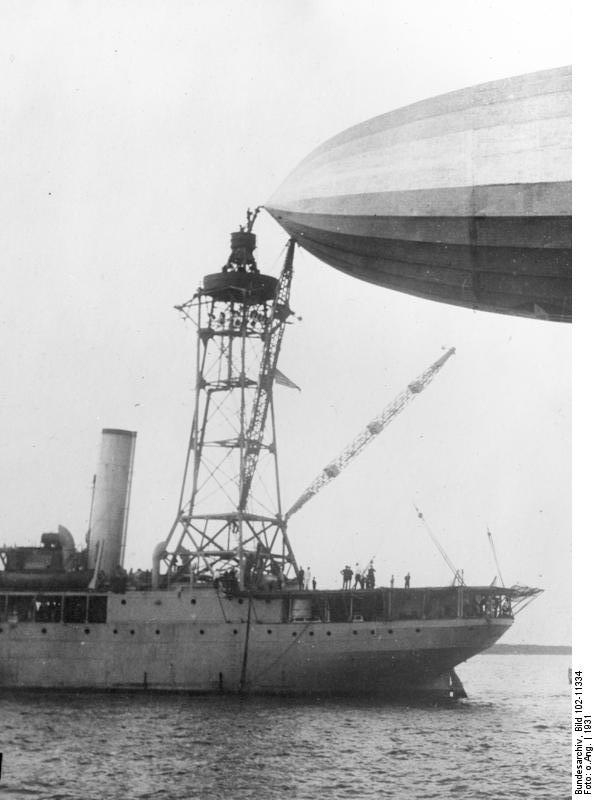
Relié à sa nourrice de l'USS Patoka (en).
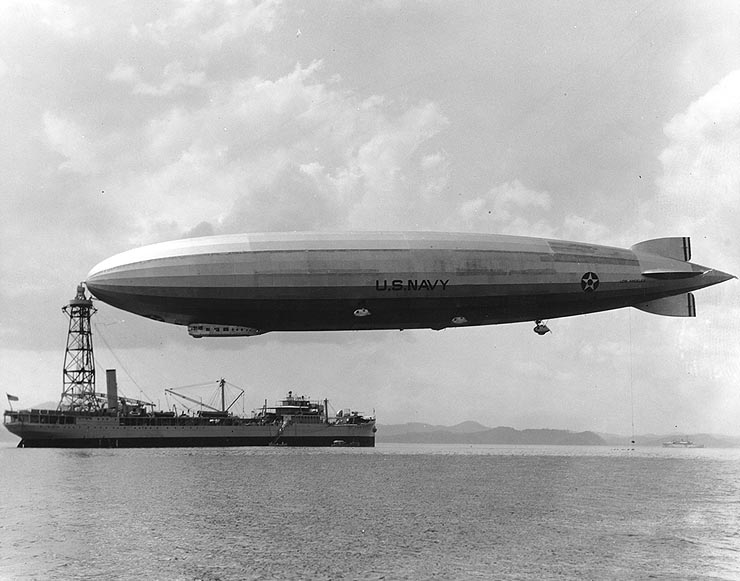
À l’appontage sur l'USS Patoka (en).
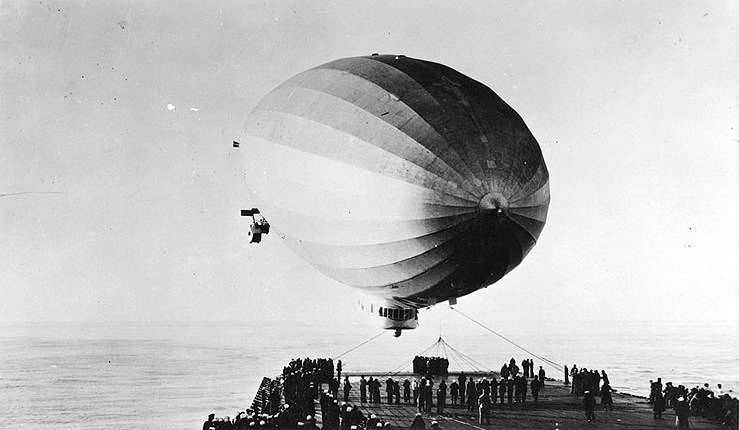
À l’appontage sur l'USS Saratoga.

## Incident de Lakehurst
Le 25 août 1927, lors d'une opération d'accrochage du Los Angeles à son mât de Lakehurst, une rafale de vent s'engage dans la dérive du Los Angeles et la fait remonter dans l'air à la fois plus froid et plus dense qui se trouvait juste au-dessus du dirigeable,. Cette situation provoque la poursuite de l'ascension de la queue de l'appareil. L'équipage à bord tente de compenser la mise en chandelle inversée par une augmentation de la poussée des moteurs arrière et une inclinaison des élevons, mais les effets ne se font sentir que lorsque le dirigeable est incliné de 85 degrés. Finalement, le ballon redescend,. Lors de cette descente, assez rapide, de l'eau et des ballasts, pour un total de plus d'une tonne, sont passés par-dessus bord afin de la ralentir. Alors que le dirigeable était presque à la verticale, de nombreux outils, ustensiles de cuisine tombent et de l'essence fuit. Heureusement, aucun ballast ni réservoir de carburant ne se détache. Une fois la position horizontale rétablie, l'équipage est secouru et on ne constate que de légers dégâts. Le dirigeable peut reprendre ses missions dès le lendemain. On peut observer cette impressionnante situation sur de nombreuses photographies. Cet incident met en avant les risques de telles méthodes d'accrochage, entraînant rapidement des expérimentations avec un mât de queue ou des voitures retenant le dirigeable au sol durant cette phase délicate,.

Incident de Lakehurst
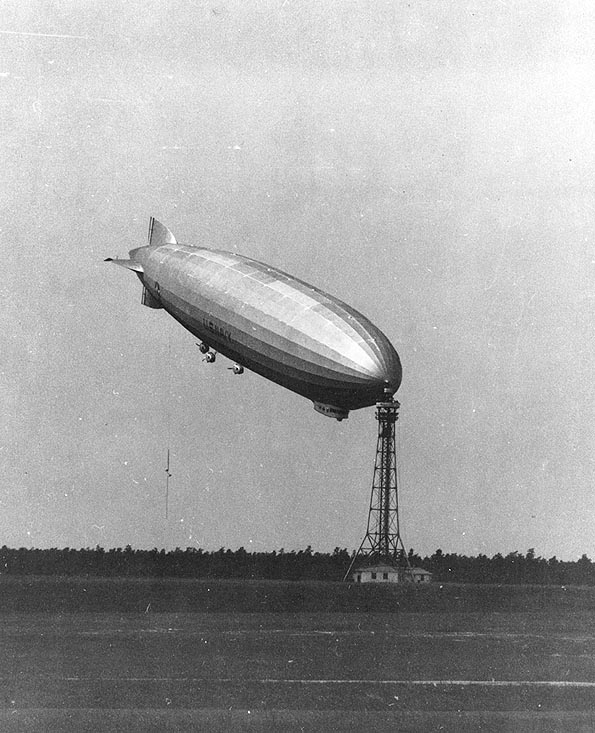
L'USS Los Angeles commence à prendre une position verticale.
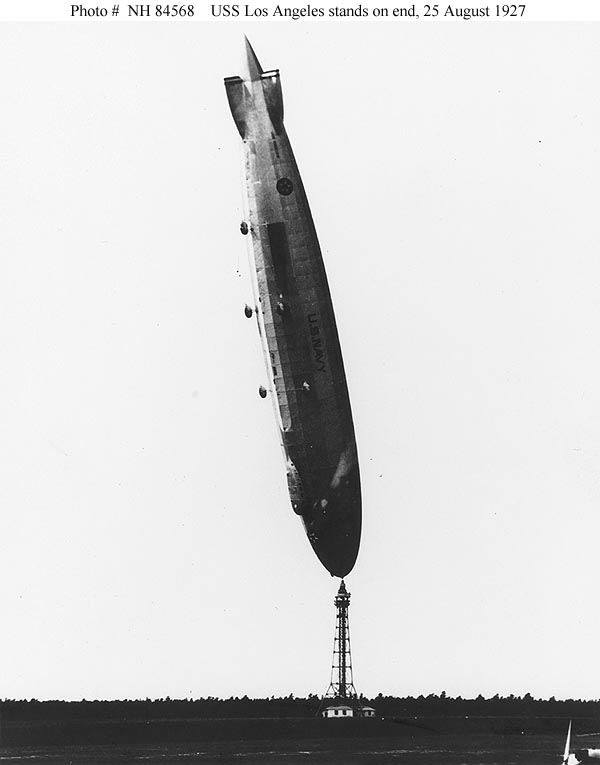
L'USS Los Angeles en position verticale peu après 1 h 30.
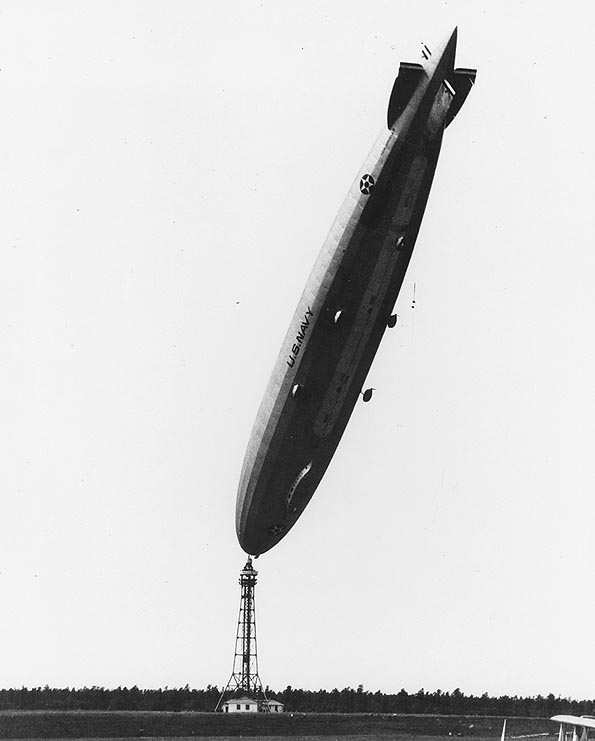
L'USS Los Angeles quasiment en position verticale.

## Désarmement
Le dirigeable fut rayé des cadres en 1932 à titre de mesure d'économie, puis brièvement remis en service après le crash de l'USS Akron en avril 1933. Malgré cela il repartit très rapidement dans son hangar. Il fut finalement définitivement radié en 1939 et démantelé dans son hangar, ce qui mit un terme à la plus longue période de service actif d'un dirigeable. Contrairement à ses sister-ships Akron, Macon, et Shenandoah, la carrière du Los Angeles ne s'acheva pas par un désastre.